# Shango
Shango is een monotypisch geslacht van spinnen uit de  familie van de Dictynidae (kaardertjes).

## Soort
- Shango capicola Strand, 1909